# صورة جسمية
الصورة الجسمية جوهر متصل بسيط لا وجود لمحله دونه، قابل للأبعاد الثلاثة المدركة من الجسم في بادئ النظر. والجوهر الممتد في الأبعاد كلها المدرك في بادئ النظر بالحس.